# Championnat du monde de hockey sur glace 1998
Navigation
Finlande 1997 Norvège 1999
Le soixante-deuxième championnat du monde de hockey sur glace a eu lieu du 1er au 17 mai 1998 à Zurich et Bâle en Suisse.

## Organisation
Pour la première fois, le tournoi du groupe élite accueille un total de seize équipes, comparativement à douze pour les années précédentes. Les équipes sont dorénavant réparties sur quatre groupes, à raison de quatre équipes par groupe.
À la suite du premier tour, les deux meilleures nations de chaque groupe sont qualifiées pour la suite du tournoi alors que les équipes classées troisième de leur poule jouent un tournoi pour la neuvième place et les équipes dernières sont directement classées.

## Division Élite (Mondial A)

### Tour préliminaire

#### Groupe A
|   | Équipe      | PJ | V | D | N | BP | BC | Pts |
| - | ----------- | -- | - | - | - | -- | -- | --- |
| 1 | Tchéquie    | 3  | 3 | 0 | 0 | 20 | 5  | 6   |
| 2 | Biélorussie | 3  | 2 | 1 | 0 | 12 | 10 | 4   |
| 3 | Allemagne   | 3  | 1 | 2 | 0 | 8  | 13 | 2   |
| 4 | Japon       | 3  | 0 | 3 | 0 | 7  | 19 | 0   |

La République Tchèque et la Biélorussie accèdent à la ronde suivante. L'Allemagne rejoint la ronde de qualification.

#### Groupe B
|   | Équipe    | PJ | V | D | N | BP | BC | Pts |
| - | --------- | -- | - | - | - | -- | -- | --- |
| 1 | Canada    | 3  | 2 | 0 | 1 | 12 | 5  | 5   |
| 2 | Slovaquie | 3  | 2 | 0 | 1 | 9  | 4  | 5   |
| 3 | Italie    | 3  | 1 | 2 | 0 | 8  | 8  | 2   |
| 4 | Autriche  | 3  | 0 | 3 | 0 | 3  | 15 | 0   |

Le Canada et la Slovaquie accèdent à la ronde suivante. L'Italie rejoint la ronde de qualification.

#### Groupe C
|   | Équipe     | PJ | V | D | N | BP | BC | Pts |
| - | ---------- | -- | - | - | - | -- | -- | --- |
| 1 | Suède      | 3  | 3 | 0 | 0 | 16 | 4  | 6   |
| 2 | Suisse     | 3  | 1 | 2 | 0 | 9  | 10 | 2   |
| 3 | États-Unis | 3  | 1 | 2 | 0 | 7  | 11 | 2   |
| 4 | France     | 3  | 1 | 2 | 0 | 5  | 12 | 2   |

La Suède et la Suisse accèdent à la ronde suivante. Les États-Unis rejoignent la ronde de qualification.

#### Groupe D
|   | Équipe     | PJ | V | D | N | BP | BC | Pts |
| - | ---------- | -- | - | - | - | -- | -- | --- |
| 1 | Russie     | 3  | 3 | 0 | 0 | 19 | 11 | 6   |
| 2 | Finlande   | 3  | 2 | 1 | 0 | 12 | 4  | 4   |
| 3 | Lettonie   | 3  | 1 | 2 | 0 | 12 | 15 | 2   |
| 4 | Kazakhstan | 3  | 0 | 3 | 0 | 6  | 19 | 0   |

La Russie et la Finlande accèdent à la ronde suivante. La Lettonie rejoint la ronde de qualification.

### Second tour

#### Tournoi pour la neuvième place
|    | Équipe     | PJ | V | D | N | BP | BC | Pts |
| -- | ---------- | -- | - | - | - | -- | -- | --- |
| 9  | Lettonie   | 3  | 2 | 0 | 1 | 9  | 3  | 5   |
| 10 | Italie     | 3  | 1 | 0 | 2 | 9  | 5  | 4   |
| 11 | Allemagne  | 3  | 0 | 1 | 2 | 5  | 10 | 2   |
| 12 | États-Unis | 3  | 0 | 2 | 1 | 3  | 8  | 1   |

#### Groupe E
|   | Équipe      | PJ | V | D | N | BP | BC | Pts |
| - | ----------- | -- | - | - | - | -- | -- | --- |
| 1 | Suède       | 3  | 3 | 0 | 0 | 10 | 2  | 6   |
| 2 | Finlande    | 3  | 1 | 1 | 1 | 8  | 6  | 3   |
| 3 | Canada      | 3  | 1 | 1 | 1 | 10 | 12 | 3   |
| 4 | Biélorussie | 3  | 0 | 3 | 0 | 5  | 13 | 0   |

La Suède et la Finlande accèdent aux demi-finales.

#### Groupe F
|   | Équipe    | PJ | V | D | N | BP | BC | Pts |
| - | --------- | -- | - | - | - | -- | -- | --- |
| 1 | Tchéquie  | 3  | 2 | 0 | 1 | 6  | 3  | 5   |
| 2 | Suisse    | 3  | 1 | 1 | 1 | 6  | 6  | 3   |
| 3 | Russie    | 3  | 1 | 1 | 1 | 10 | 7  | 3   |
| 4 | Slovaquie | 3  | 0 | 2 | 1 | 2  | 8  | 1   |

La République Tchèque et la Suisse accèdent aux demi-finales.

### Tour Final
Demi-finales
- Suisse 1 - 4 Suède
- Suisse 2 - 7 Suède

- Tchéquie 1 - 4 Finlande
- Tchéquie 2-2 Finlande

 Médaille de bronze
- Suisse 0-4 République tchèque

 Médaille d'or
- Suède 1-0 Finlande
- Suède 0-0 Finlande

### Classement final
|        | Équipe      |
| ------ | ----------- |
| Or     | Suède       |
| Argent | Finlande    |
| Bronze | Tchéquie    |
| 4      | Suisse      |
| 5      | Russie      |
| 6      | Canada      |
| 7      | Slovaquie   |
| 8      | Biélorussie |
| 9      | Lettonie    |
| 10     | Italie      |
| 11     | Allemagne   |
| 12     | États-Unis  |
| 13     | France      |
| 14     | Kazakhstan  |
| 15     | Autriche    |
| 16     | Japon       |

### Effectif vainqueur
| Place | Pays  | Joueurs |
| ----- | ----- | --- |
| 1     | Suède | Johan Hedberg, Tommy Salo, Mattias Öhlund, Kim Johnsson, Hans Jonsson, Niclas Hävelid, Christer Olsson, Mikael Renberg, Peter Nordström, Fredrik Modin, Niklas Sundström, Mikael Johansson, Mats Sundin, Nichlas Falk, Peter Forsberg, Anders Huusko, Jonas Bergqvist, Ulf Dahlén, Patric Kjellberg, Jörgen Jönsson, Mattias Norström, Johan Tornberg, Jan Mertzig, Tommy Westlund, Magnus Eriksson |

## Mondial B
Tournoi disputé à Jesenice et Ljubljana en Slovénie.
|   | Équipe          | PJ | V | D | N | BP | BC | Pts |
| - | --------------- | -- | - | - | - | -- | -- | --- |
| 1 | Ukraine         | 7  | 7 | 0 | 0 | 38 | 13 | 14  |
| 2 | Slovénie        | 7  | 5 | 1 | 1 | 28 | 15 | 11  |
| 3 | Estonie         | 7  | 3 | 3 | 1 | 15 | 19 | 7   |
| 4 | Danemark        | 7  | 2 | 2 | 3 | 18 | 24 | 7   |
| 5 | Norvège         | 7  | 3 | 4 | 0 | 21 | 19 | 6   |
| 6 | Grande-Bretagne | 7  | 3 | 4 | 0 | 32 | 27 | 6   |
| 7 | Pologne         | 7  | 2 | 4 | 1 | 21 | 28 | 5   |
| 8 | Pays-Bas        | 7  | 0 | 7 | 0 | 12 | 40 | 0   |

## Mondial C
Tournoi disputé à Budapest, Székesfehérvár et Dunaújváros en Hongrie.
|   | Équipe               | PJ | V | D | N | BP | BC | Pts |
| - | -------------------- | -- | - | - | - | -- | -- | --- |
| 1 | Hongrie              | 5  | 5 | 0 | 0 | 36 | 4  | 10  |
| 2 | Roumanie             | 5  | 4 | 1 | 0 | 31 | 13 | 8   |
| 3 | Lituanie             | 5  | 3 | 2 | 0 | 13 | 29 | 6   |
| 4 | Chine                | 5  | 2 | 3 | 0 | 21 | 25 | 4   |
| 5 | Croatie              | 5  | 1 | 2 | 2 | 11 | 15 | 4   |
| 6 | Serbie-et-Monténégro | 5  | 1 | 2 | 2 | 12 | 13 | 4   |
| 7 | Corée du Sud         | 5  | 1 | 4 | 0 | 4  | 18 | 2   |
| 8 | Espagne              | 5  | 0 | 3 | 2 | 12 | 21 | 2   |

## Mondial D
Tournoi disputé à Krugersdorp et Pretoria en Afrique du Sud.
|   | Équipe           | PJ | V | D | N | BP | BC | Pts |
| - | ---------------- | -- | - | - | - | -- | -- | --- |
| 1 | Bulgarie         | 5  | 4 | 0 | 1 | 50 | 7  | 9   |
| 2 | Australie        | 5  | 3 | 1 | 1 | 35 | 15 | 7   |
| 3 | Israël           | 5  | 3 | 2 | 0 | 34 | 16 | 6   |
| 4 | Belgique         | 5  | 3 | 2 | 0 | 28 | 15 | 6   |
| 5 | Afrique du Sud   | 5  | 3 | 2 | 0 | 32 | 20 | 6   |
| 6 | Nouvelle-Zélande | 5  | 1 | 4 | 0 | 15 | 39 | 2   |
| 7 | Turquie          | 5  | 1 | 4 | 0 | 12 | 56 | 2   |
| 8 | Grèce            | 5  | 1 | 4 | 0 | 15 | 53 | 2   |